# Кукушкин, Дмитрий Владимирович
Дмитрий Владимирович Кукушкин (26.10.1895 — 25.02.1944) — советский военачальник, участник Гражданской войны, Великой Отечественной войны. Начальник автобронетанковых войск Московского военного округа. Генерал-майор танковых войск (1940).

## Биография
Дмитрий Кукушкин родился 26 октября 1895 года в Санкт-Петербурге в семье рабочих. Русский.
Окончил 5 классов гимназии в 1910 году. Техническое училище в 1913 году.
Член ВКП(б) с 1919 года.
Образование. Окончил Петергофскую школу прапорщиков (1916), СТ КУКС «Выстрел» (1928), заочный факультет ВАФ (1941).

### Служба в армии
С января 1915 года по декабрь 1917 года служил в Русской императорской армии, подпоручик, командир команды пеших разведчиков. В РККА с 1 апреля 1919 г..
С 1 апреля 1919 года начальник конного отряда политотдела 7-й армии.
С 17 ноября 1919 года командир батальона, с сентября 1920 г. командир роты ? 497-го стрелкового полка 56-й стрелковой дивизии. С декабря 1920 года командир запасного подвижного батальона 56-й стрелковой дивизии.
С 5 февраля 1921 года помощник коменданта г. Старая Русса. С 1 августа 1921 года командир роты, помощник командира батальона 167-го стрелкового полка 56-й стрелковой дивизии.
С 19 августа 1925 года командир батальона 128-го стрелкового полка 43-й стрелковой дивизии.
С 27 октября 1927 года по 22 августа 1928 года — слушатель Стрелково-тактических курсов усовершенствования комсостава РККА им. III Коминтерна («Выстрел»).
С 22 августа 1928 года снова командир батальона 128-го стрелкового полка 43-й стрелковой дивизии.
С 10 октября 1930 года преподаватель тактики, с 15 октября 1931 года командир разведотряда, с 28 мая 1932 года командир механизированного полка, с 4 марта 1933 года комиссар-руководитель, с 4 апреля 1934 года преподаватель тактики на Ленинградских БТ КУКС.
С 13 сентября 1939 года и.д. помощника начальника АБТО Новгородской Армейской Группы (14 сентября 1939 г. преобразована в 8-ю армию). Приказом НКО № 03213 от 12.07.1940 года назначен начальником АБТО 8-й армии.
5.12.1940 года назначен преподавателем тактики на Ленинградских БТ КУКС. С 17 марта 1941 года старший преподаватель по авиации на тех же курсах.
С 9 мая 1941 года начальник АБТО 27-й армии.

### В Великую Отечественную войну
С 24 сентября 1941 года начальник АБТО 34-й армии.
С 21 января 1942 года заместитель командующего 34-й армией по танковым войскам.
С 24 ноября 1942 года ид заместителя командующего 11-й армии по танковым войскам.
С 14 января 1943 года заместитель Командующего БТ и МВ 34-й армии.
С 22 марта 1943 года и.д. Командующего БТ и МВ 34-й армии (24 марта 1943 года приказом по армии утвержден в должности).
Был ранен 15 марта 1943 г. в боях за станцию Лычково, разъезд Муры, под Старой Руссой. Осколки снаряда попали в голову, на один глаз было потеряно зрение.
В сентябре 1943 года назначен командующим БТ и МВ 17-й армии Забайкальского фронта.
Скончался 25 февраля 1944 года от осложнений после ранения (менингит), полученного в боях под Старой Руссой. Похоронен в городе Чойбалсан восточный аймак, г. Чойбалсан, сев. окраина города, «Русское кладбище».

## Награды
- Орден Красного Знамени, (03.11.1944)[5];
- Медаль XX лет РККА, (1938)[2];
- Медаль «За боевые заслуги» (22.12.1940)[2];

## Воинские звания
- майор (Приказ НКО № 0247 от 1938),
- полковник (Приказ НКО № 03213 от 16.07.1940)[6],
- ген.-майор т/в (Постановление СНК СССР № 187 от 18.02.1944)[6]

## Память
- Имя воина увековечено в Главном Храме Вооружённых сил России, и навсегда запечатлено на мемориале «Дорога памяти»[7]